# Maison du théâtre Endla
La maison du théâtre Endla (en estonien : Endla teatrihoone)  est un bâtiment de Pärnu en Estonie.

## Description
Le bâtiment du théâtre Endla est un édifice abritant le théâtre Endla.
L'architecte du bâtiment du théâtre était Ilmar Laasi.
L'édifice était basé sur la solution standard de l'ère soviétique. 
Le bâtiment a été inauguré en 1967 et a subi une rénovation majeure en 2001. 
Le bâtiment du théâtre dispose d'une grande salle de 565 places et d'une boîte noire (en) appelée Kün, pouvant accueillir jusqu'à 150 spectateurs.

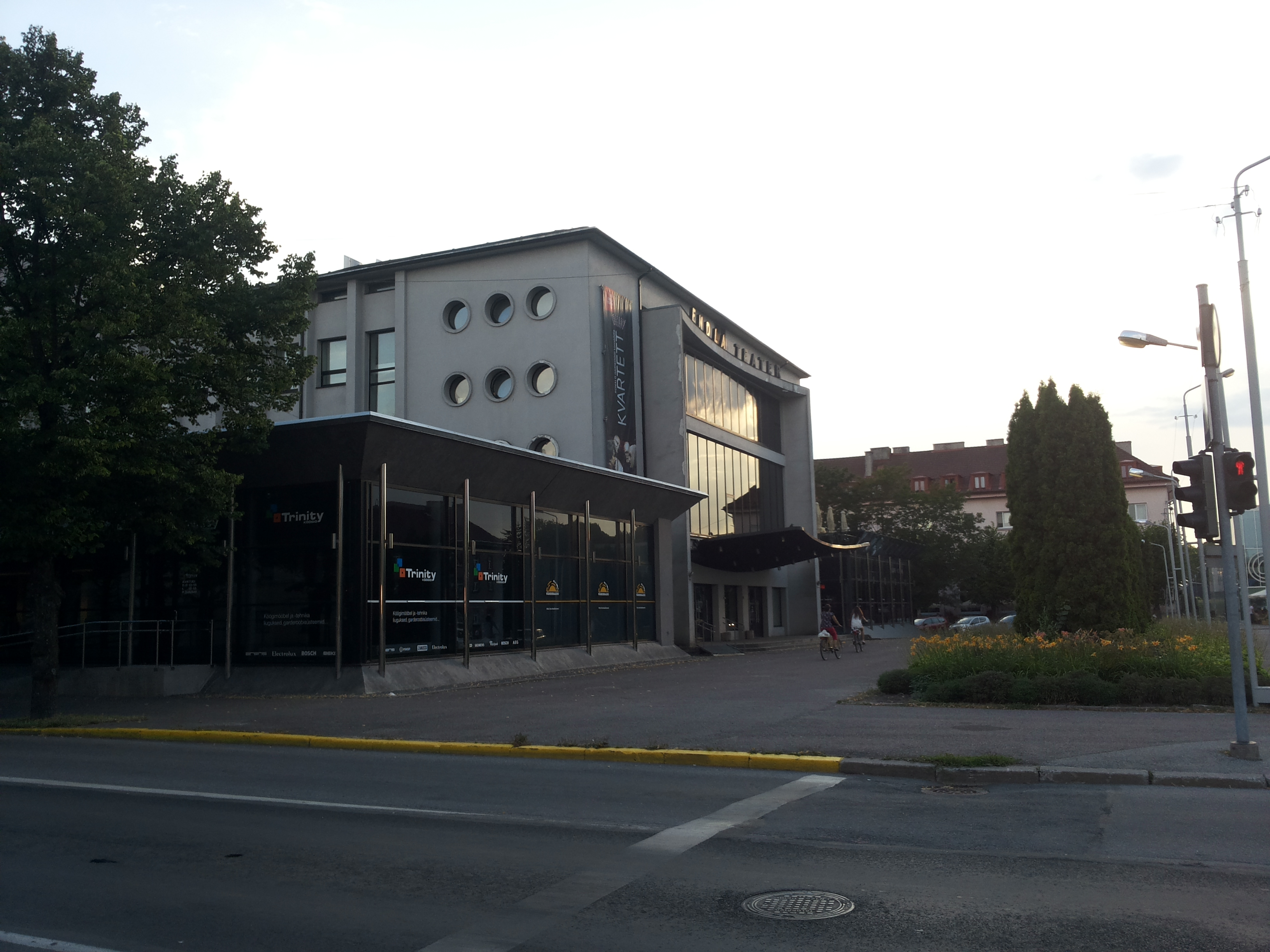

## Histoire
L'ancien bâtiment du théâtre Endla a été détruit par un incendie en 1944. Bien que ce bâtiment aurait pu être restauré, le gouvernement soviétique a décidé d'abandonner la restauration, car la déclaration d'indépendance de l'Estonie a été lue pour la première fois depuis le balcon du bâtiment du théâtre en 1918.
En 1952, la république socialiste soviétique d'Estonie a été divisée en trois régions, dont les centres se trouvaient à Tallinn, Tartu et Pärnu. 
Par conséquent, la construction d'un grand centre de l’oblast à Pärnu a été lancée. La place centrale de la ville devait être dominée par le magnifique bâtiment du comité régional. Toutefois, les oblasts ont été abolis dix mois plus tard et l'emplacement est resté vide.
La construction d'un théâtre près de la place centrale a résolu plusieurs problèmes: un bâtiment avec une fonction digne pouvait être construit dans un endroit remarquablement représentatif, et un vide dans l'espace urbain a disparu. De plus, la construction du bâtiment a permis de démolir les ruines du bâtiment de l'association de théâtre Endla.
En 1959, l'architecte Ilmar Laas a achevé le projet d'un nouveau bâtiment de théâtre, basé sur la solution standard de toute l'Union soviétique pour un bâtiment théâtral et culturel. La construction du bâtiment a été très difficile. Le bâtiment du théâtre n'a été ouvert que le 3 novembre 1967,.
Comparé à l'échelle de la place centrale de Pärnu, le bâtiment du théâtre pâlit en comparaison. En outre, la maison nouvellement construite a souffert de défauts de construction et d'affaissement, et elle a dû être réparée immédiatement,.
En 1995, une extension du bâtiment du théâtre a été construite du côté de la rue Vee tänav à l'usage de la banque Hansapank. 
Lors de la rénovation du bâtiment du théâtre en 2001, une extension similaire a également été construite du côté de la rue Akadeemia tänav. 
L'extension abrite un café à deux étages et une nouvelle petite salle, qui a été nommée Kün lors d'un concours public de dénomination,.